# Mona Bräuer
Mona Bräuer  (née le 28 juin 1961 à Baden-Baden) est une monteuse allemande.

## Biographie
Mona Bräuer suit une formation de photographe. Après un volontariat comme assistante monteuse à la Südwestrundfunk, elle devient en 1990 monteuse de fictions et de documentaires.

## Filmographie sélective
Cinéma
- 1992 : Le Voyageur noir (court métrage)
- 1996 : Roula – Dunkle Geheimnisse
- 1997 : Bandagistenglück
- 2000 : Heimspiel
- 2001 : Chère Martha
- 2004 : Höllentour (documentaire)
- 2006 : Le Libre Arbitre
- 2007 : Am Limit (documentaire)
- 2008 : Robert Zimmermann wundert sich über die Liebe
- 2010 : À l'âge d'Ellen
- 2011 : Le Bleu du ciel
- 2011 : Trois quarts de lune
- 2012 : Jesus liebt mich
- 2014 : Miss Sixty
- 2014 : Atlantic.
- 2014 : Hin und weg
- 2015 : Ein Atem

Télévision
- 1994 : Das Phantom – Die Jagd nach Dagobert
- 2004 : Crazy Race 2 – Warum die Mauer wirklich fiel
- 2008 : Lune de miel en enfer
- 2010 : La Quatrième révolution - Vers l'autonomie énergétique (documentaire)

## Source de la traduction
- (de) Cet article est partiellement ou en totalité issu de l’article de Wikipédia en allemand intitulé « Mona Bräuer » (voir la liste des auteurs).